# Paratiba
Paratiba é o clássico do futebol paranaense entre o Paraná Clube e o Coritiba Foot Ball Club.

## História
Como o Paraná Clube foi fundado em dezembro de 1989, o primeiro clássico foi realizado em 4 de fevereiro de 1990, no Estádio Couto Pereira, quando o Coritiba venceu o Paraná Clube pelo placar de 1 a 0. A primeira vitória paranista ocorreu apenas no sexto jogo, em 7 de abril de 1991, por 1 a 0, também no Estádio Couto Pereira.
O Coritiba é o adversário com mais jogos realizados contra o Paraná, incluindo-se as decisões estaduais de 1995, 1996 (vencidas pelo tricolor) e de 1999 (vencida pelo alviverde).

## Estatísticas
| Estatística Geral           |     |
| Número de jogos             | 108 |
| Vítórias do Coritiba        | 44  |
| Vitórias do Paraná          | 35  |
| Empates                     | 29  |
| Número de gols              | 264 |
| Gols marcados pelo Coritiba | 135 |
| Gols marcados pelo Paraná   | 129 |

### Campeonato Brasileiro Série A
Pelo Campeonato Brasileiro Série A foram disputados 14 jogos, com 6 vitórias do Coritiba, 3 do Paraná e 5 empates, 19 gols pró Coritiba e 17 para o Paraná.

### Campeonato Brasileiro Série B
Pelo Campeonato Brasileiro Série B foram disputados 8 jogos, com 2 vitórias do Coritiba, 4 do Paraná e 4 empates, 9 gols pró Coritiba e 7 para o Paraná.

### Maiores goleadas
- Paraná 6–1 Coritiba em 6 de abril de 2002
- Coritiba 5–0 Paraná em 24 de abril de 2021

### Maiores goleadores
- 10 gols - Saulo (Paraná Clube)
- 6  gols - Pachequinho (Coritiba)
- 5  gols - Cléber (Coritiba), Reginaldo Vital e Lúcio Flávio (Paraná)

### Maiores públicos
1. Coritiba 0–4 Paraná - 38.821, em 27 de fevereiro de 1994, no Couto Pereira[5]
2. Coritiba 2–3 Paraná - 37.636, em 8 de junho de 2019, no Couto Pereira
3. Coritiba 1–0 Paraná - 35.961, em 27 de junho de 1999, no Couto Pereira
4. Coritiba 0–0 Paraná - 35.426, em 2 de agosto de 1991, no Couto Pereira
5. Paraná 1–0 Coritiba - 32.504, em 1 de maio de 1991, no Estádio Pinheirão
6. Coritiba 2–1 Paraná - 30.438, em 19 de junho de 2005, no Couto Pereira
7. Coritiba 0–1 Paraná - 29.938, em 28 de julho de 1996, no Couto Pereira
8. Coritiba 1–1 Paraná - 29.917, em 10 de maio de 1992, no Couto Pereira
9. Coritiba 2–2 Paraná - 29.271, em 16 de abril de 2000, no Couto Pereira
10. Coritiba 4–0 Paraná - 29.125, em 5 de maio de 1991, no Couto Pereira
11. Coritiba 2–0 Paraná - 28.779, em 27 de abril de 1997, no Couto Pereira

### Títulos da dupla Paratiba
Paraná Clube
Coritiba Foot Ball Club
Trio de Ferro Paranaense